# Marco Vignola
Marco Vignola (Bari, 24 gennaio 1970) è un ex bobbista italiano.
Esordisce in coppia con l'olimpionico canottiere barese Pasquale Panzarino centrando la medaglia di bronzo ai Campionati italiani di bob a Cortina d'Ampezzo. A livello assoluto esordì con la Nazionale di bob dell'Italia in Coppa del Mondo di bob 2002 a La Plagne nel bob a quattro con l'equipaggio di Italia 2 con Luca Ottolino, Erik Giannuzzi e Gianluca Del Mastro.
Nei Campionati italiano di bob 2004 a Cortina d'Ampezzo conquista la medaglia d'argento nel bob a 2 in coppia con Mirko Turri.
Lascia nella stagione 2004/2005 la squadra italiana ed entra nella Nazionale di bob della Polonia, con cui gareggia nelle specialità del bob a due,e del bob a 4 per la stagione di Coppa del mondo 2004/2005 e 2005/2006.
Ai campionati mondiali assoluti di Calgary 2005 partecipa con la squadra di Polonia Due sia nel bob a 2 che nel bob a 4.
Dopo essersi ritirato dal bob dopo le Olimpiadi di Torino 2006,nel luglio 2006 Vignola entra per un breve periodo in America's Cup nell'equipaggio di Team +39 con il coach barese Roberto Ferrarese.